# Lignum vitae de l'Arboç

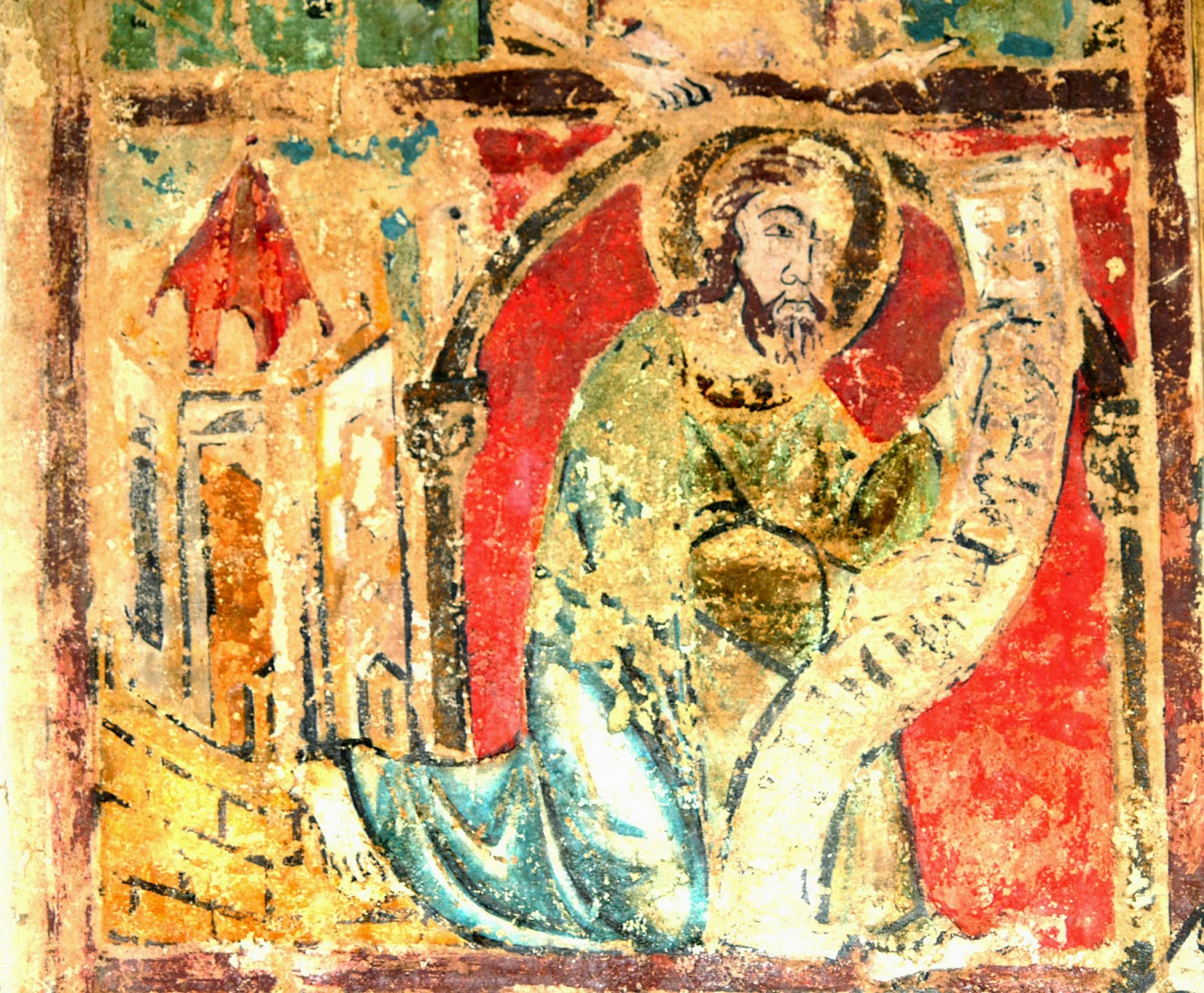
Fragment. Foto.Josep Maria Arnán

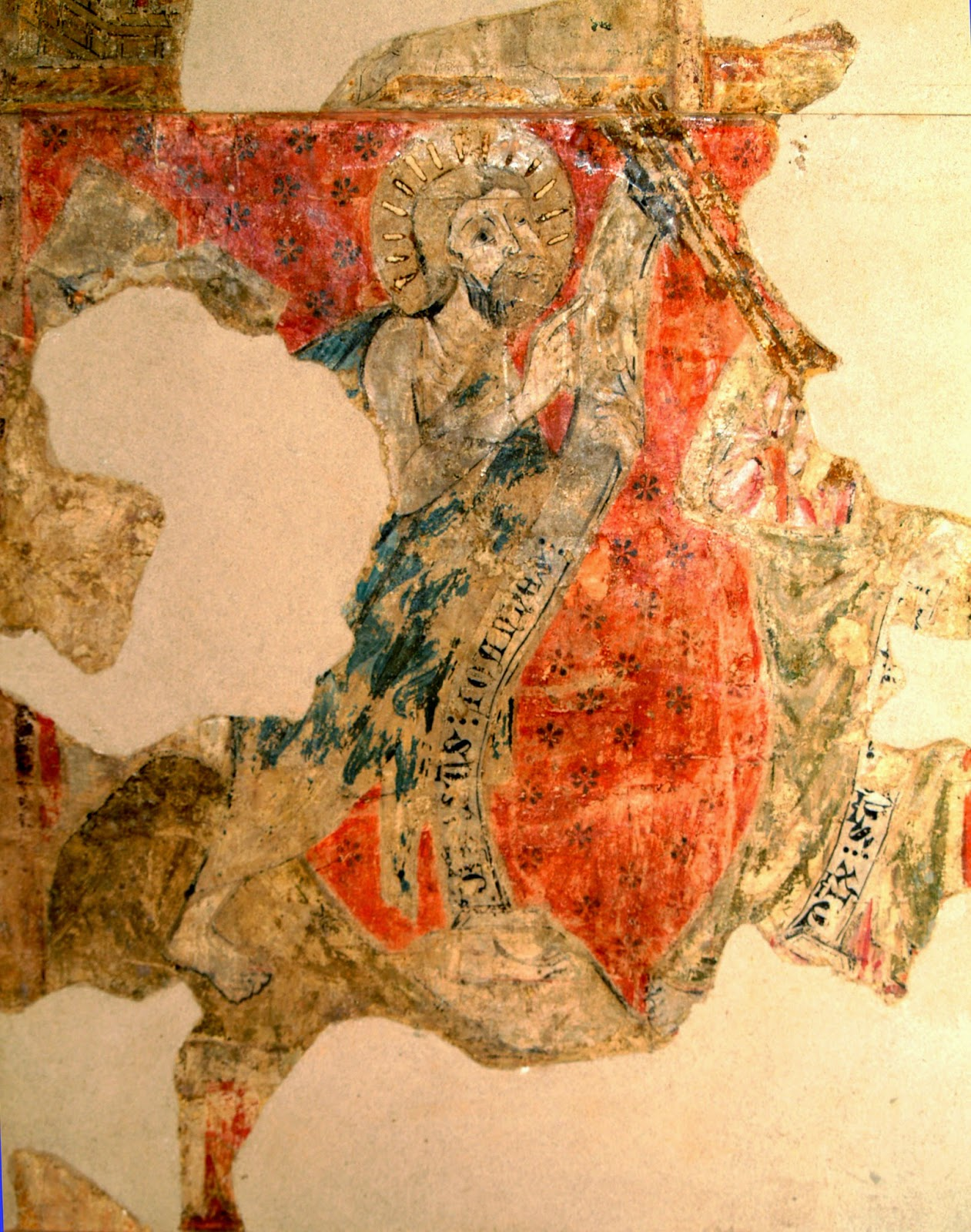
Sant Joan Baptista.Fragment Foto. Josep Maria Arnán.

El Lignum vitae de l'Arboç és una obra mural d'estil francogòtic (també coneguda com a gòtic lineal) que pertany al conjunt de l'església de Sant Julià de l'Arboç. Realitzades amb la tècnica de la pintura al fresc al voltant de 1330. La manera en què estan pintades les figures, encara que són allargades i estilitzades, ens recorden el Romanic, ja que els contorns estan encara resseguits per un trac negre, precursores de l'estil gòtic que s'anava introduint. La pintura francogòtica es un estil pictòric originat a França durant els segles xii i xiii, i que es va expandir a la resta d'Europa.
Les pintures del Lignum Vitae, estan situades a la Capella dels Dolors de l'església parroquial de l'Arboç. Van ser recuperades, arrencades i restaurades l'any 1968, gràcies a l'admirable tasca de Mossèn Josep Torres i Rosell.

## Context històric
Al segle xiii el frare franciscà, Bonaventura de Bagnoregio, místic, bisbe i cardenal d'Albano Laziale italià,va escriure un directori de vida espiritual i vida mística, L'Arbre de la Vida, Arbre de la Creu o Lignum vitae, que va tenir una gran influència devocional, literària, artística i fins i tot musical, i és un conjunt de quaranta-vuit meditacions sobre la vida, passió, mort, resurrecció i glorificació de Crist.

## Lectura visual del fresc
Encara que aquesta lectura només és del mural central, cal esmentar les dues pintures que l'acompanyen i que són, a l'esquerra escenes de la vida de Sant Joan Baptista i a la dreta l'Epifania amb el davallament de la Creu.
L'Arbre de la Vida de l'Arboç fa 6 metres d'alçada per 4 d'amplada, amb un total de setze branques i catorze fruits en els quals encara s'hi pot llegir, iustitia, omnipotentia, obedientia, veritas. Aquests fruits representen la Redempció de Crist. Consta de tres parts o cossos. Primer, la part inferior de l'Arbre, que representa l'origen i vida de Crist, amb branques que s'estenen a una banda i l'altra horitzontalment, de les quals brollen fulles i fruits. Les fulles de la branca de l'esquerra contenien els versos dels orígens de Crist, mentre que en les de la dreta es resumien els fets de la seva vida. Gairebé tots aquests escrits estan pràcticament esborrats i són il·legibles.
El segon cos és el de la «Passió de Jesús». Presenta la mateixa ramificació que el primer, però en ell les fulles i els fruits feien referència als diversos moments i virtuts de la Passió. Idèntica distribució té el tercer cos, dedicat a la «Glorificació», en el qual estaven escrits els misteris que segueixen a la Resurrecció, així com a la vida gloriosa al cel i a l'Església del Crist. Els escrits dels fruits també pràcticament il·legibles, corresponien als següents conceptes: «Praeclaritas, Originis, Humilitas, Conversationis, Celsitudo Virtutis, Plenitudo Pietatis, Confidentia in Periculis, Patientia in Iniuriis, Constantia in Supliciis, Victoria in Conflicte Mortis, Novitas Resurrectionis, Sublimitas Ascensions, Aequitas ludici i Aeternitas Regni».
Del costat dret de la figura del Crist brolla un raig de sang, baixant fins al pit de Maria, que té el cor traspassat amb una espasa de dolor causat per la mort del seu fill. Totes les branques de l'arbre estaven escrites, els textos estan tan deteriorats que són pràcticament il·legibles.
Al peu de la creu hi trobem les tres Maries. La figura del centre que és la Mare de Déu, està sostinguda per les altres dues. A la dreta es reconeix l'apòstol Sant Joan. En segon pla i de mida més reduïda, hi ha unes figures que podrien ser el donats o benefactors de la pintura. També hi podem veure la figura d'un centurió, vestit com els soldats del segle xiv amb la caputxa de malla, un d'ells fa una ganyota traient la llengua.
En els quadres laterals hi trobem catorze personatges, set a cada costat, que representen profetes i patriarques de l'Antic Testament. Emmarcats per un arc amb dues columnes i al costat un edifici, sostenen un filacteri o tira de pergamí amb inscripcions molt deteriorades que són il·legibles.
A la part inferior de tot el conjunt pictòric nou figures. D'esquerra a dreta: sant Joan Baptista vestit amb les pells, sant Pere amb les claus del Cel, sant Domènec de Guzmán que es reconeix per l'hàbit i la tonsura, Santa Caterina amb la roda de turments i sant Pau amb l'espasa. La figura del mig torna a ser la Mare de Déu sobre una lluna minvant.
A la part més alta, també s'hi poden veure restes d'algunes figures en actitud caminant, que estan bastant deteriorades. Segurament, com altres pintures del Lignum Vitae, sobre la creu, just al mig, devia haver-hi un pelicà, alimentant els seus petits amb la seva pròpia sang, símbol de la Resurrecció de Crist.
Alguns creuen que la presència de Sant Domènec de Guzmán a la part baixa de la pintura de l'Arboç, podria ser degut a la proximitat del Castell de Penyafort de Santa Margarida i els Monjos, on va néixer el dominicà Sant Ramon de Penyafort cap a l'any 1185. Encara que també trobem aquest sant en altres versions de l'Arbre de la Vida, com per exemple el de l'Acadèmia de Florència, que també és de principis del segle xiv, pintat per Pacino di Bonaguida.
Sant Bonaventura va tenir una gran repercussió en l'art. Moltes de les seves obres, totes del segle xiv, també mantenen la mateixa estructuració diagramàtica com ara els conjunts murals de l'Arboç, del convent dominic de Puigcerdà o del vitrall de la catedral de Saint Michel de Carcassonne entre d'altres.

## La restauració
Davant el descobriment dels frescos a la capella gòtica es va procedir a una meticulosa neteja i el seu despreniment amb la tècnica anomenada  strappo , que va permetre arrencar les pintures murals de les parets mitjançant una barreja de goma laca incolora i descerada, i cobrir-la amb una tela de cotó tractada prèviament a força de bullir-la, per treure-li l'aprest i enganxar amb cola orgànica calenta, que en assecar-se permetia arrencar la pel·lícula pictòrica, com si es tractés d'un negatiu, i enrotllar-la. Així es van poder traslladar fins al taller de restauració de la prestigiosa Casa Gudiol de Barcelona, on es van rebaixar pel revers fins a aconseguir una capa de gruix prim, després la pintura va ser adherida pel dors a unes noves teles mitjançant  caseïnat càlcic i acetat de polivinil, i es van col·locar en un nou suport després de procedir a retirar les teles, col·locades en la part frontal per al seu transport, per mitjà d'aigua calenta. Els fragments que faltaven del fresc, es van deixar sense pintar.
El retaule central, un cop restaurat, es va exposar al Palau de la Virreina de Barcelona el dia 18 de juny de 1969 i portat després a I'Arboç, on va ser presentat al poble durant la Festa Major del mateix any, dins de la seva capella, ja convenientment arreglada. La resta de les pintures o sigui els laterals, van arribar a
I'Arboç el 17 de gener de 1970, les quals juntament amb el retaule central van ser traslladades a Tarragona i es van exposar a la rotonda de la Diputació. Aquesta exposició es va inaugurar el 22 de març, dia de Rams, amb l'assistència de totes les autoritats provincials. Un cop de tornada a la seva capella, van ser col·locar en el seu lloc definitiu el 16 de juliol.

## Les dues representacions a la península del Lignum vitae
Les dues representacions a la península del Lignum vitae de més entitat que s'han conservat fins a l'actualitat, la de l'església parroquial de l'Arboç i la de l'església del Convent de Sant Domènec de Puigcerdà, tipològicament estan més properes als exemples de Lignum vitae francesos que als italians i, entre si,encara que guarden certes relacions.
A l'església dels dominics de Puigcerdà el mur frontal de la capella lateral en el qual es disposa la representació "avui arrencada, i traspassada a suport de fusta i tornada a disposar en el lloc d'origen" està dividit en tres zones verticals, de les quals, les laterals amb prou feines suposen cadascuna la quarta part de la central. En aquesta, l'eix de simetria coincideix amb la figura de Crist clavat sobre l'arbre de la creu que és el tronc d'un arbre d'espès fullatge que, a jutjar pels seus fruits, correspondria a una pomera. a partir dels peus de Crist, a intervals iguals i de forma simètrica, sorgeixen de cada costat del tronc sis branques amb lleugera curvatura; de l'extrem de cada branca pengen cada un dels dotze fruits que cita Sant Bonaventura.
També es coneix l'existència d'altres representacions ja desaparegudes, com la del convent de frares menors de Barcelona i la que decorava el mur del cor de l'església del Reial Monestir de Santa Maria de Pedralbes, obra que segons el contracte, se sap que va ser pintada per Arnau Bassa.